# Przygodzice
Pour la gmina, voir Przygodzice (gmina).
Przygodzice est une localité polonaise, siège de la gmina rurale de Przygodzice, située dans le powiat d'Ostrów Wielkopolski en voïvodie de Grande-Pologne.

## Géographie

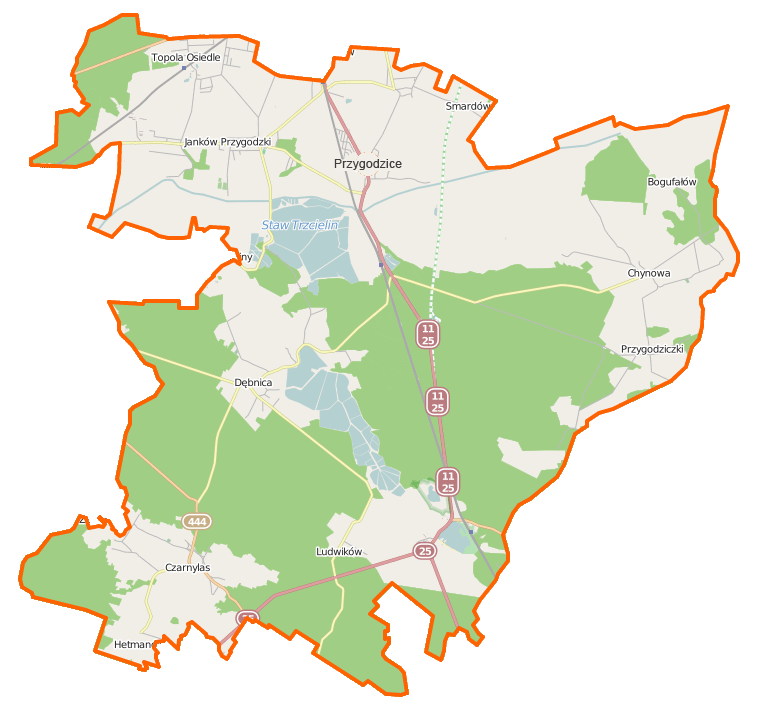
Carte de la gmina de Przygodzice.